# Darksword
Darksword (cu sensul de Sabia întunecată) este o serie de cărți de fantezie scrise de Margaret Weis și Tracy Hickman care prezintă povestea unui tânăr, născut fără magie într-o lume în care toată lumea se naște cu magie, despre care s-a profețit că va distruge lumea în care trăiește. Ilustrațiile coperților edițiilor origine au fost realizate de către Larry Elmore.

## Seria

### Trilogia Darksword
- Forging the Darksword (ianuarie 1988)
- Doom of the Darksword (mai 1988)
- Triumph of the Darksword (septembrie 1988)

### Volume ulterioare
- Darksword Adventures (decembrie 1988)
- Legacy of the Darksword (iunie 1998)